# Kastenbein-Buche in Syke

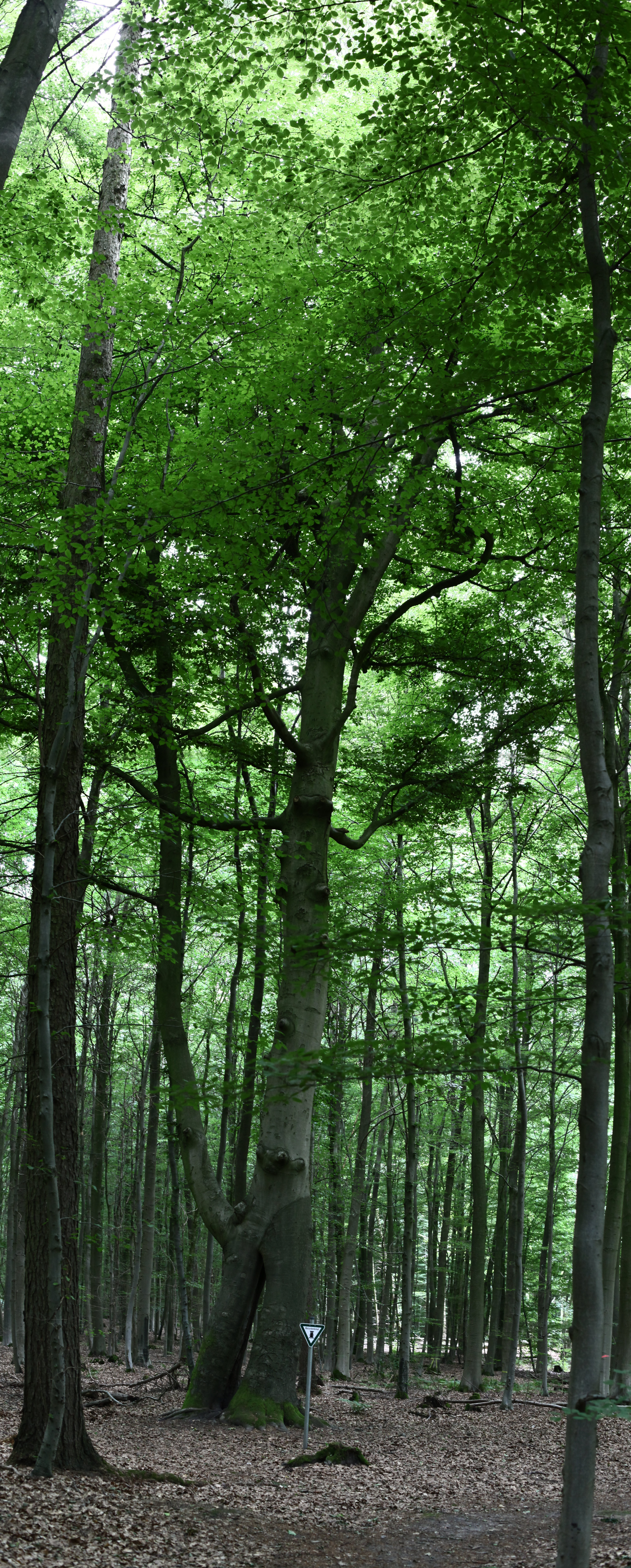

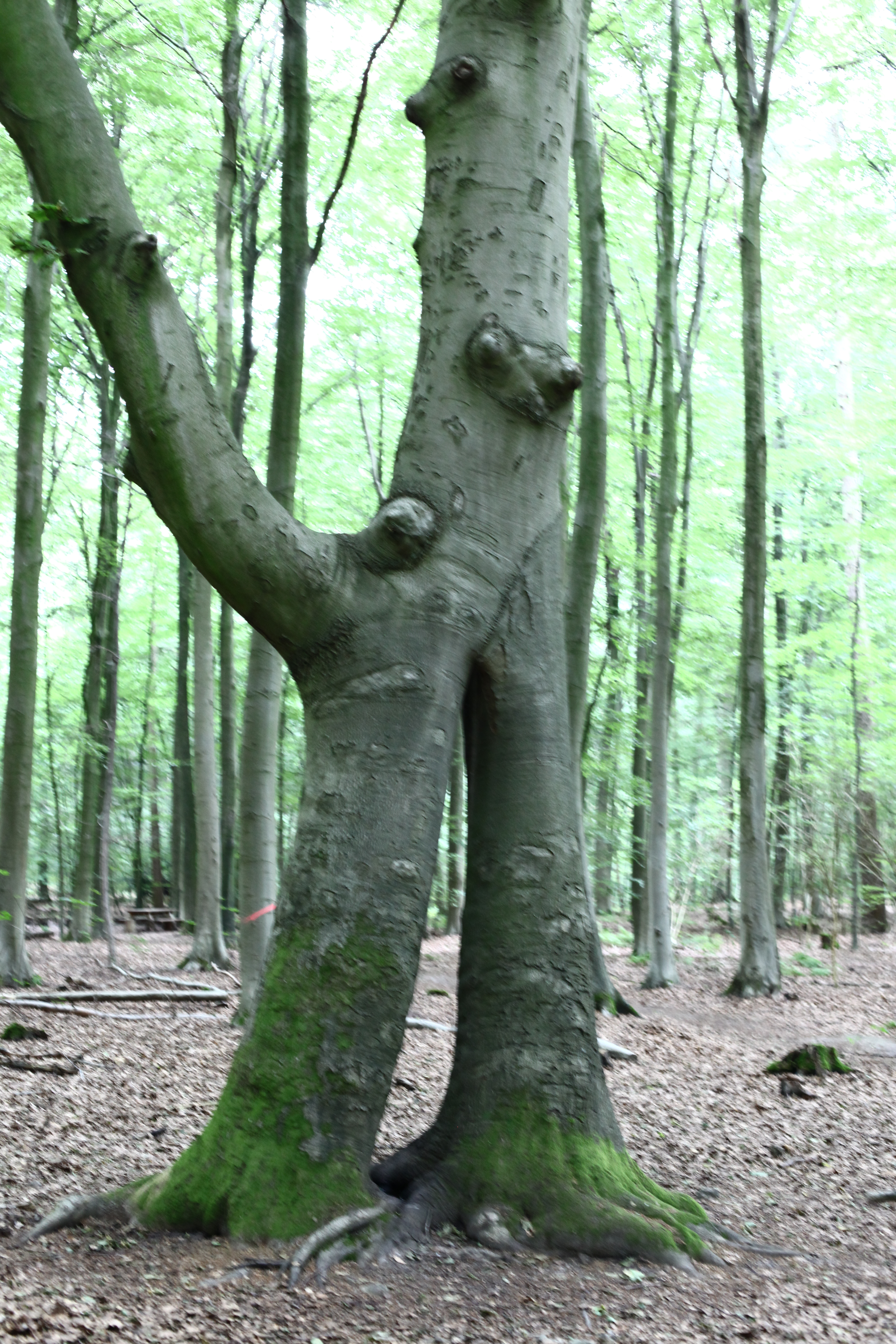

Die Kastenbein-Buche in Syke ist ein Naturdenkmal, bestehend aus zwei Rotbuchen, in der niedersächsischen Stadt Syke (Landkreis Diepholz).

## Beschreibung
Die Kastenbein-Buche befindet sich im Syker Waldgebiet Friedeholz zwischen der Bundesstraße 6 und der Landesstraße 333, in der Nähe des sogenannten „Märchenplatzes“, den der Syker Künstler Detlef Voges geschaffen hat.
Das Naturdenkmal wird aus zwei Rotbuchen (Fagus sylvatica) gebildet, die dicht beieinander stehen und sich im oberen Bereich zu einem gemeinsamen Stamm vereinen. Nicht geklärt ist, ob künstliche Eingriffe zur Herausbildung dieser besonderen Baumform führten.
Die Kastenbein-Buche gilt als „Wunschbaum“: Besucher, die zwischen den zwei Stämmen hindurchgehen, dürfen sich etwas wünschen.

## Geschichte
Die Rotbuche wurde vor rund 100 Jahren angepflanzt. Ihren Namen verdankt sie dem Förster Heinrich Kastenbein, der um 1900 im Syker Friedeholz seinen Dienst tat.